# Aeroportul Regional Portage County
Aeroportul Regional Portage County (IATA: POV, ICAO: KPOV, FAA LID: POV) este un aeroport din Ohio, Statele Unite ale Americii ce deservește zona Ravenna⁠(d).
Situat la o altitudine de 365 m, aeroportul dispune de 1 pistă.

## Infrastructură

### Piste
Aeroportul dispune de o singură pistă. Pista 09/27 are suprafața de asfalt și dimensiunile 3.499 picioare × 75 picioare. 